# Ободат III
Ободат або Убайдах III (д/н — 9 до н.е.) — цар Набатеї в 30—9 роках до н. е.

## Життєпис
Син набатейського царя Маліку I. Посів трон у 30 році до н. е. після смерті батька. Невдовзі значний вплив отримав сановник Сіллай, можливо якийсь родич царя. Саме йому Ободат III доручив очолити набатейськевійсько, що діяло разом з іншими залежними від Риму державами під час походу 26—25 року до н. е. до Щасливої Арабії задля підкорення Сабейського царства. Проте похід виявився невдалим, що було провиною Сіллая (на умку Страбона). Можливо такі інструкції йому надав цар, оскільки підкорення римлянами півдня Аравійського півострова призвело до втрати монополії Набатейського царства на посередницьку торгівлі з тамтешніми державами.
Цар карбував велику кількість срібних і бронзових монет. Серед них зустрічаються екземпляри із зображенням цариці в профіль поряд з царем. Поява її на монетах було нововведенням, але при цьому титул цариці не згадується. Також з 14 року до н. е. зображував себе на монетах з лавровим вінком на кшталт імператора Августа.
При ньому тривав процес елінізації, який полягав у поєднанні набатейських культурних традицій з еллінськими. За наказом царя в столиці Петра зводиться храм відомий сьогодні як Каср аль-Бинт, що на думку низки дослідників, став династичним святилищем набатейських царів. Водночас здійснив значну розбудову міста Ободат, звівши декілька пишних храмів.
До середини правління фактичну владу перебрав на себе Сіллай, оскільки цар більше приділяв уваги зведенню споруд, розвагам та розкошам. В цей час виникає конфлікт з юдейським царем Іродом I. Причиною цього було рішення Августа, який після смерті Зенодота, володаря Ітуреї, передав його володіння царю Юдеї. Але перед тим Зенодот продав область Ауранітіду (правобережжя Йордану) арабським племенам, залежним від Набатеї. У відповідь ті почали нападати не лише на Ауранітіду, а також на Трахонітіду (колишнє ітурейське володіння). Їх підтримав Сіллай, який з одного боку захищав інтереси Набатеї, а з іншого мав особисту образу на Ірода I, оскільки заборонив шлюб Сіллая зі своєю сестрою Саломією, хоча та була не проти.
У 12 році до н. е. Сіллай надав арабським племенам набатейську фортеця Раїпта, з якої вони здійснювали напади на Юдею. Цар Юдей зажадав від Ободата III видачі «заколотників» і повернення боргу в 60 талантів, проте не отримав схвальної відповіді. За підтримки римлян Ірод I в 11 році до н. е. вторгся на сполох, захопив Раїпту і розбив набатейського війська під проводом полководця Накеба. 10 року до н. е. Ободат III спрямував Сіллаядо Риму з метою отримати допомогу проти юдейського царя, але 9 року до н. е. царя Набатеї було отруєно. Можливо це зробив Ірод I.
Владу зрештою успадкував Арета IV, який низкою дослідників вважається сином Ободата III або небожем — сином царської сестри Хагару. Хоча висувається також версія, що Хагару могла бути дружиною Ободата III.